# 拉马古恩达姆
拉马古恩达姆（Ramagundam），是印度安得拉邦Karimnagar县的一个城镇。总人口235540（2001年）。

## 人口
该地2001年总人口235540人，其中男性120307人，女性115233人；0—6岁人口24271人，其中男12427人，女11844人；识字率64.32%，其中男性为72.14%，女性为56.15%。